# Jeffrey Tambor
Jeffrey Michael Tambor (San Francisco, Califòrnia, Estats Units, 8 de juliol de 1944) és un actor estatunidenc.

## Biografia
És fill d'Eileen i de Michael R. « Mike » Tambor. Jeffrey té orígens hongaresos i va créixer en una família de tradició jueva conservadora. És titulat de la Universitat d'Estat de San Francisco on va estudiar teatre i va obtenir un doctorat en una universitat a Detroit. Va actuar en la sèrie de televisió Arrested Development fent un paper doble que va donar vida als germans bessons (George i Oscar Bluth). A més, ha aparegut en The Larry Sanders Show, Life Stinks, Hellboy, The Grinch, There's Something About Mary,  Meet Joe Black i Max Headroom.
Tambor ha estat actor durant més de tres dècades, tenint més de cent aparicions acreditades. Se'l recorda per les seves aparicions com a convidat en la sèrie Three's Company. És la veu del Rei Neptú en la sèrie de dibuixos animats Bob Esponja. Va actuar en la comèdia Superhero!, escrita i dirigida per Craig Mazin; i és el protagonista de la comèdia Transparent, amb la qual ha obtingut diversos reconeixements.

### Acusacions d'assetjament sexual
El 8 de novembre de 2017, en l'afer Harvey Weinstein, Tambor és acusat d'assetjament sexual pel seu antiga ajudant Van Barnes. Nega catégoriquement. El 16 de novembre de 2017, l'actriu Trace Lysette porta acusacions suplementàries contra Tambor, que respon «Tinc profunds penediments si un dels meus actes mai ha pogut ser interpretat per error com sexualment agresiu o he arribat a agreujar o ferir algú. Però el fet és que, malgrat tots els meus defectes, no sóc un depredador i la idea que algú pugui considerar-me com a tal és més penosa que no puc expressar-la. » Alguns dies més tard, la maquiladora Tamara Delbridge acusa també Tambor d'assetjament sexual a l'escenari del film de 2001 Never Again. Tambor va dir no recordar l'incident, però s'excusa « per a tota molestia o tot agravi que podria haver-li causat sense voler-ho. »
En aquell moment, Tambor havia abandonat la sèrie Transparent, declarant el 19 de novembre: « He ja expressat el meu penediment profund si un dels meus actes ha estat interpretat erroniàment com a agresiu, però la idea que deliberadament he assetjat ningú és purament i simplement falsa. Vista l'atmosfera polititzada que sembla haver afectat el nostre equip, no veig com podria tornar a Transparent.. »

## Filmografia

### Cinema

#### Pel·lícules
- 1979: Justícia per a tothom (...And Justice for All) de Norman Jewison: Jay Porter
- 1981: Saturday the 14th de Howard R. Cohen: Waldemar
- 1982: The Dream Chasers d'Arthur R. Dubs i David E. Jackson: Jeffrey Bauman
- 1983: Mister Mom de Stan Dragoti: Jinx
- 1983: The Man Who Wasn't There de Bruce Malmuth: Boris Potemkin
- 1984: No Small Affair de Jerry Schatzberg: Ken
- 1985: Desert Hearts de Donna Deitch: Jerry
- 1987: Three O'Clock High de Phil Joanou: M. Rice
- 1989: Brenda Starr de Robert Ellis Miller: Vladimir
- 1990: Lisa de Gary Sherman: Mr. Marks
- 1990: Pastime de Robin B. Armstrong: Peter LaPorte
- 1991: Life Stinks de Mel Brooks: Vance Crasswell
- 1991: City Slickers de Ron Underwood: Lou
- 1992: Article 99 de Howard Deutch: Dr. Leo Krutz
- 1992: Crossing the Bridge de Mike Binder: Oncle Alby
- 1993: A House in the Hills de Ken Wiederhorn: Willie
- 1994: Radioland Murders de Mel Smith: Walt Whalen, Jr.
- 1998: Meet Joe Black de Martin Brest: Quince
- 1998: There's Something About Mary de Peter i Bobby Farrelly: Sully, l'amic de Pat
- 1993: A House in the Hills de Ken Wiederhorn: Willie
- 1994: Radioland Murders de Mel Smith: Walt Whalen, Jr.
- 1998: Meet Joe Black de Martin Brest: Quince
- 1998: There's Something About Mary de Peter et Bobby Farrelly: Sully, l'amic de Pat
- 1999: Mrs. Tingle de Kevin Williamson: Coach 'Spanky' Wenchell
- 1999: Innocència interrompuda (Girl, Interrupted): Dr. Potts
- 2001: Never Again d'Eric Schaeffer
- 2003: El més buscat de Malibú (Malibu's Most Wanted): Dr. Feldman
- 2004: Hellboy de Guillermo del Toro: Tom Manning
- 2004: Eurotrip de Jeff Schaffer: Mr Thomas
- 2007: Slipstream d'Anthony Hopkins: Geek / Jeffrey / Dr.. Geekman
- 2008: Hellboy II: L'exèrcit daurat (Hellboy II: The Golden Army) de Guillermo del Toro: Tom Manning
- 2008: Superhero Movie de Craig Mazin: Dr.. Whitby
- 2009: Mytho-Man de Ricky Gervais et Matthew Robinson: Anthony
- 2009: Ressaca a Las Vegas (The Hangover): Sid Garner
- 2010: Meeting Spencer de Malcolm Mowbray: Harris Chappell
- 2010: Operation Endgame de Fouad Mikati: El Diable
- 2011: Very Bad Trip 2 de Todd Phillips: Sid Garner
- 2011: Paul de Greg Mottola: Adam Shadowchild
- 2011: Mr. Popper's Penguins de Mark Waters: Sr. Gremmins
- 2011: Win Win de Thomas McCarthy: Stephen Vigman
- 2011: Flypaper de Rob Minkoff: Gordon Blythe àlias Vicellious Drum
- 2013: Ressaca 3 (The Hangover Part III) de Todd Phillips: Sid Garner
- 2016: El comptable de Gavin O'Connor: Francis Silverberg
- 2017: The Death of Stalin d'Armando Iannucci: Gueorgui Malenkov

#### Pel·lícules d'animació
- 1987: The Nativity
- 1990: The Easter Story: Peter
- 1993: Jonny's Golden Quest: Dr Zin
- 2006: WordGirl: M. Big
- 2009: Monstres contra alienígenes: Carl Murphy
- 2010: Raiponce: Lord Jamie
- 2010: Scooby-Doo: Abracadabra: M. Calvin Curdles

### Televisió

#### Telefilms i sèries de televisió
- 1977: Kojak: Examinador mèdic
- 1978: Starsky et Hutch: Randolph
- 1979: Taxi: Congresista Walter Griswald
- 1979 - 1982: Three's Company: Dr. Phillip Greene / Dr. Tom Miller / Winston Cromwell III / Jeffrey Brookes
- 1979 - 1980: The Ropers: Jeffrey P. Brookes III
- 1980: Alcatraz: The Whole Shocking Story: Dankworth
- 1981: Barney Miller: William Klein
- 1981: A Gun in the House: Lance Kessler
- 1981: The Star Maker: Harry Lanson
- 1981: Pals: Harry Miller
- 1982: CBS Children's Mystery Theatre: Nick Alessio
- 1982: Nine to Five: Franklin Hart
- 1982: Take Your Best Shot: Alden Pepper
- 1982: M*A*S*H: Maj. Reddish
- 1983: Gloria: Dr. Webber
- 1983: Cocaine: One Man's Seduction: Mort Broome
- 1983: Sadat: Sharaff
- 1983: Oh Madeline: Wesley
- 1983: The Awakening of Candra: Professor Michael Silver
- 1984: The Three Wishes of Billy Grier: Dr. Lindsey
- 1984: Robert Kennedy & His Times: Pierre Salinger
- 1986: Mr. Sunshine: Prof. Paul Stark
- 1986: Wildfire
- 1986 - 1987: Jonny Quest: Hard Rock
- 1987 - 1988: Max Headroom: Murray
- 1988: Arabesque: Russell Armstrong
- 1989: Productora 5-B: Lionel Goodman
- 1990: Equal Justice: Harry Beeker
- 1990: A Quiet Little Neighborhood, a Perfect Little Murder: Don Hecker
- 1990 	 - 1991: American Dreamer: Joe Baines
- 1991: Empty Nest: Dr. Binder
- 1992: The Burden of Proof: Sennett
- 1992: 1775: Governador colonial
- 1993: The Webbers: Gerald Webber
- 1993: Living and Working in Space: The Countdown Has Begun: Dr.. Stockton
- 1993: Dinosaures: Hank Hibler
- 1994: Another Midnight Run: Bernie Abbot
- 2003 - 2006: Arrested Development: George Bluth Sr. I Oscar Bluth
- 2006: Twenty Good Years: Jeffrey
- 2007: Welcome to The Captain: « Oncle » Saul
- 2008: Entourage: Ell mateix
- 2009: Supernatural: Angel
- 2010: Rex Is Not Your Lawyer: Dr. Barry Cohen
- 2013: Phil Spector (telefilm) de David Mamet: Bruce Cutler
- 2014 - 2017: Transparent: Maura Pfefferman

## Premis
- Globus d'Or del 2015: Globus d'Or al millor actor en sèrie de televisió musical o còmica per a Transparent
- Premis Emmy 2015: Millor actor per a Transparent
- Premis Emmy 2016: Millor actor a una comèdia per a Transparent[5]